# NGC 5584
NGC 5584 is een balkspiraalstelsel in het sterrenbeeld Maagd. Het hemelobject ligt 72 miljoen lichtjaar van de Aarde verwijderd en werd op 27 juli 1881 ontdekt door de Amerikaanse astronoom Edward Emerson Barnard.

## Synoniemen
- UGC 9201
- MCG 0-37-1
- ZWG 19.8
- KARA 626
- IRAS 14198-0009
- PGC 51344